# Camomila-romana
A camomila-romana, camomila-de-paris, macela, mançanila, mançanilha, camomila ou camomilha (Chamaemelum nobile) é uma erva perene da família das asteráceas, nativa da Europa.

## Etimologia
"Camomila" e "camomilha" são procedentes do grego moderno chamaimelon ("macieira rasteira") através do baixo latim camomilla.

## Características
A maçanilha comum é uma erva perene, de talo procumbente de até 25 cm de altura, glabro ou suavemente pubescente. Forma matas densas. Apresenta folhas sésseis, alternadas, bi- ou tripinatilobuladas, finamente divididas, com os folíolos lineares. Em posição terminal apresenta no verão uma inflorescência em forma de capítulo paniculado. As flores radiais são umas 20, com a lígula blanca, ainda que as do disco são numerosas, hermafroditas, com a coroa amarela, as pontas das anteras ovaladas e o extremo do estilo truncado. A cabeça floral não supera 1 cm de diâmetro. Os frutos são aquênios cilíndricos, de mais ou menos 1 mm de diâmetro, algo maiores que os radiais. A polinização é realizada por himenópteros, mas a planta é capaz de autopolinizar-se.

## Habitate distribuição
É nativa da Europa, ainda que se tenha naturalizado na América. Requer solo bem drenado e bastante sol; suporta bem as geadas, a seca e a escassez de nutrientes, assim como condições de alcalinidade elevada. Alguns cultivares toleram bem o trânsito e podem utilizar-se como vegetação para ajardinamento  de espaços públicos. É fácil de reproduzir por divisão de arbustos.

## Uso
O talo e as extremidades floridas são usadas secas ou frescas em infusão, aromática e ligeiramente amarga. É confundida muitas vezes com a macela alemã, Matricaria chamomilla, e não é claro a qual se referem os autores ao mencionar suas propriedades medicinais, mas é considerada digestiva, carminativa, sedativa, tônica, vasodilatadora e antiespasmódica. O óleo essencial é empregado em aromaterapia, e a infusão das flores é aplicada no cabelo para incrementar sua cor dourada, em especial nas crianças. Tal propriedade é inclusive aproveitada na composição de xampus e outros preparados para cabelo, como acondicionadores.